# 诺尔勒兰盖姆
诺尔勒兰盖姆（法語：Leulinghem）是法国北部-加来海峡大区加来海峡省的一个市镇，属于圣奥梅尔区阿德尔县。该市镇2009年时的人口为234人。

## 人口
诺尔勒兰盖姆人口变化图示
| 数据来源：INSEE |